# Brigg

Takelung einer Brigg

Eine Brigg (Plural Briggs) ist ein zweimastiges Segelschiff mit Rahsegeln an beiden Masten. Zusätzlich wird am Großmast ein Schratsegel (noch heute meist ein Gaffelsegel) gefahren, das bei dieser Takelungsart Briggsegel heißt.

## Takelung
Am Fockmast, dem kleineren vorderen Mast, wurden bis Mitte des 19. Jahrhunderts drei große Rahsegel und drei Stagsegel geführt, am hinteren Mast, dem Großmast, zwei bis drei große Rahsegel, zwei bis drei Stagsegel sowie das Briggsegel (z. B. Lady Washington). Ursprünglich führten Briggs an der unteren Rah des Großmasts kein Segel. In späteren Jahren wurden jeweils die beiden oberen Segel noch einmal geteilt in Ober- und Untermars sowie Ober- und Unterbram. Das vereinfachte die Bedienung der Segel in schwerem Wetter und erhöhte die Anzahl der Rahen pro Mast auf fünf. Das Oberbramsegel wird heute auf vielen Schiffen auch Royal genannt. Die ältere Briggtakelage ähnelt jener der Schnau des 18. Jahrhunderts. Diese führte jedoch ihr baumloses Gaffelsegel an einem Schnaumast, einer am Großmast befestigten Stange.
Schiffe unterschiedlichster Rumpfform konnten als Brigg getakelt sein, von völligen hölzernen Galioten niederländischer Bauart bis hin zu klipperartigen, scharfen Rümpfen aus Holz, Eisen und Stahl des 19. und 20. Jahrhunderts. Während die meisten Briggs Handelsschiffe, wie zum Beispiel die Collier Brigg, waren, gab es auch Kriegsbriggs, die meist mit 10 bis 18 Geschützen bewaffnet waren. In der zweiten Hälfte des 19. Jahrhunderts dienten Marinebriggs vor allem als Schulschiffe. Die Kaiserliche deutsche Marine besaß beispielsweise die Briggs Musquito, Rover und Undine zur Ausbildung von Schiffsjungen.
Es gibt auch heute noch mehrere Schiffe dieser Takelungsart, so die polnische Fryderyk Chopin oder die deutsche Roald Amundsen. Unter der Flagge des Vereinigten Königreichs fährt die Eye of the Wind, die 1911 noch als Handelsschiff vom Stapel lief. Die britische Royalist setzt die Tradition von Briggs als Schulschiffen fort und ähnelt in Größe und äußerem Erscheinungsbild den Schiffen des 19. Jahrhunderts. Bei der schwedischen Gerda handelt es sich um einen Nachbau, der in Details (Maschine, behindertengerechter Zugang) von dem Originalschiff abweicht. Auch die vor dem Papenburger Rathaus im Hauptkanal liegende Friederike von Papenburg ist ein Neubau nach Originalplänen.

## Bilder

Traditionelle Takelung (bis 19. Jh.) des Nachbaus Lady Washington
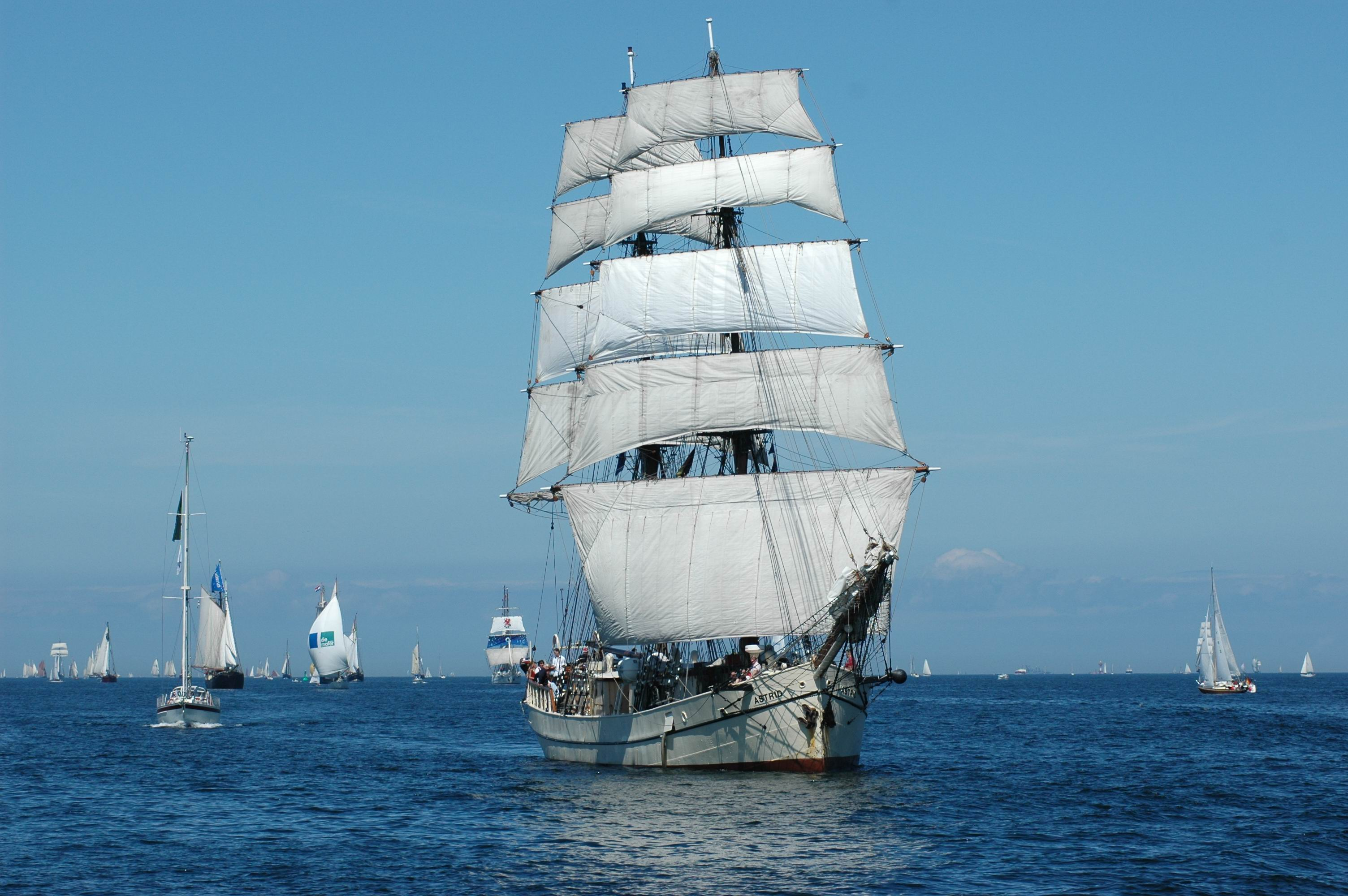
Jüngere Takelung mit geteilten Mars- und Bramsegeln bei der Astrid
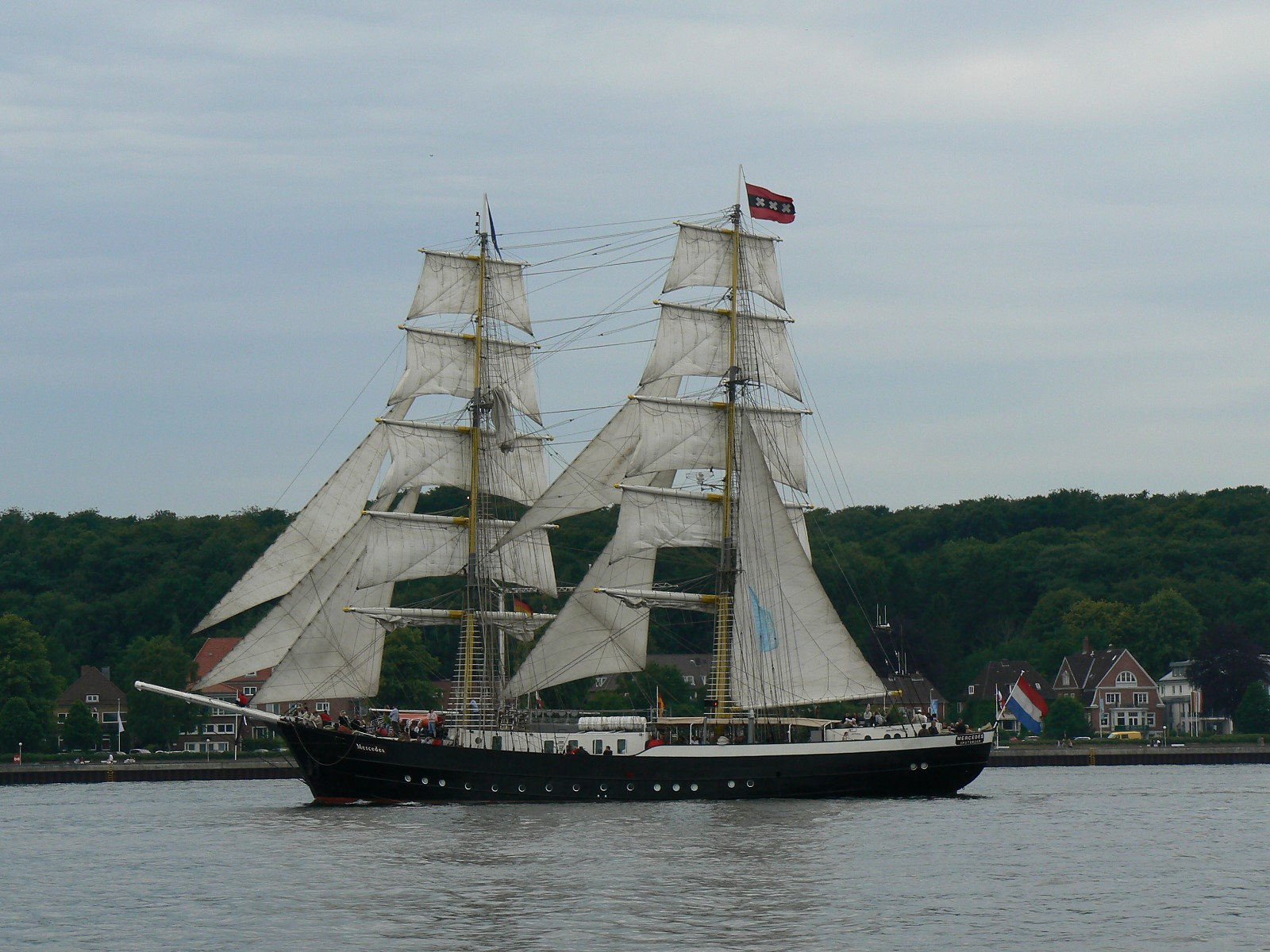
Die moderne Mercedes führt als Briggsegel ein Hochsegel
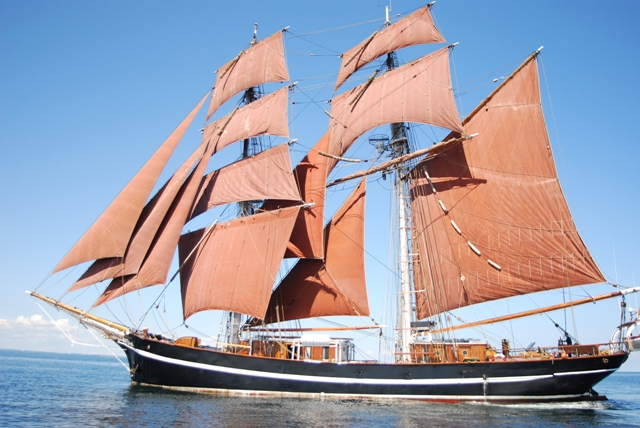
Die Eye of the Wind – von einer Brigantine zur Brigg umgetakelt
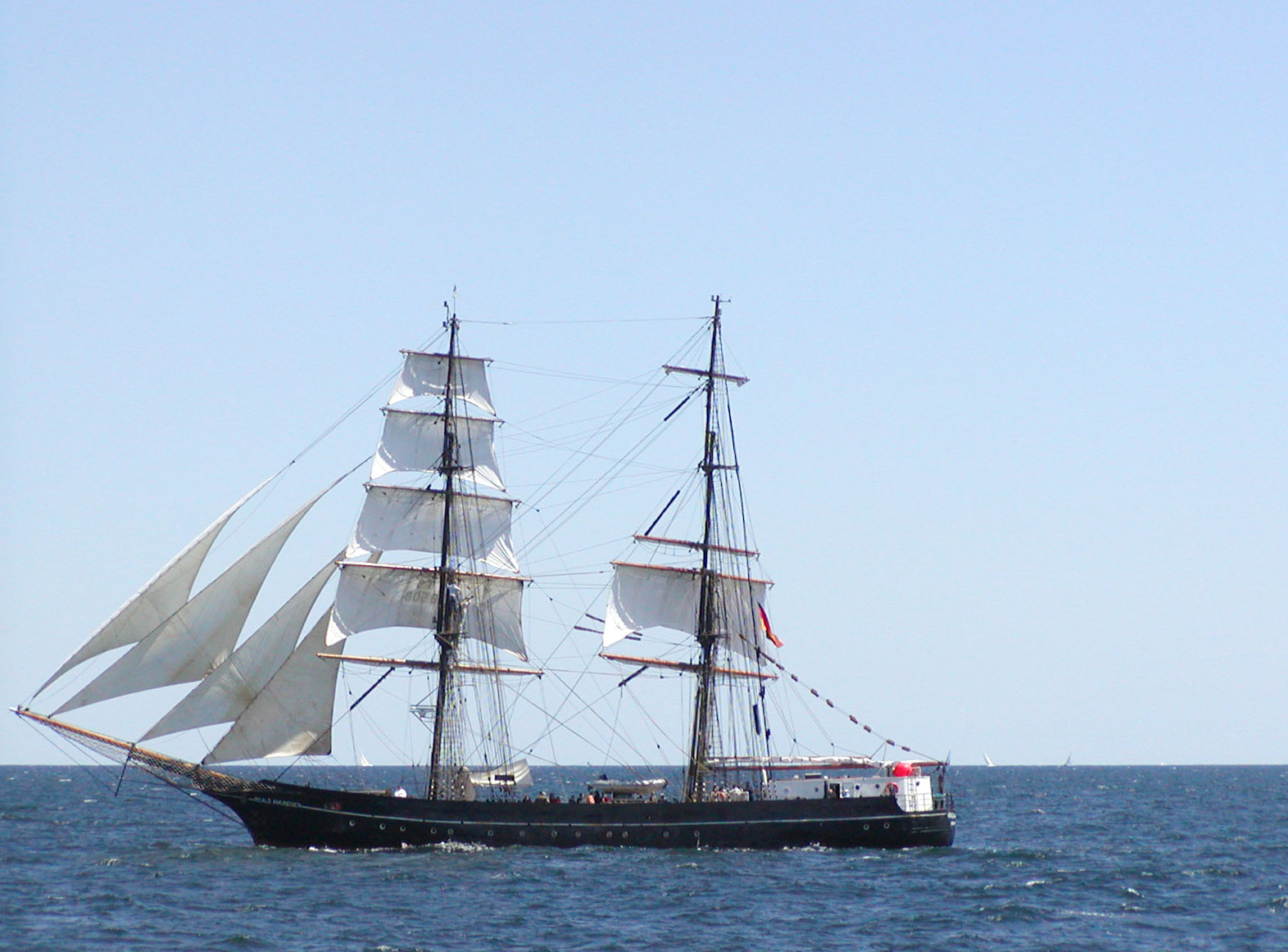
Die Roald Amundsen mit reduzierter Segelsetzung